# Ronde van Vlaanderen 1967
De 51ste editie van de Ronde van Vlaanderen werd verreden op 2 april 1967 over een afstand van 245 km van Gent naar Gentbrugge. De gemiddelde uursnelheid van de winnaar was 39,096 km/h. Van de 139 vertrekkers bereikten er 92 de aankomst.

## Koersverloop
Noël Foré sprong samen met de Italiaan Dino Zandegu weg. Aankomend talent Eddy Merckx deed er alles aan om terug te komen, maar stuitte op de tegenwerking van Zandegu's ploegmaat Felice Gimondi. Uiteindelijke haalde Zandegu het op de meet.

## Hellingen
- Kwaremont
- Kloosterstraat
- Valkenberg
- Kasteelstraat

## Uitslag
| Rang | Renner             | Land                | Ploeg                    | Tijd     |
| ---- | ------------------ | ------------------- | ------------------------ | -------- |
| 1    | Dino Zandegù       | Italië              | Salvarani-Chiorda        | 6h16'00" |
| 2    | Noël Foré          | België              | Goldor-Gerka             | z.t.     |
| 3    | Eddy Merckx        | België              | Peugeot-BP-Michelin      | op 20"   |
| 4    | Felice Gimondi     | Italië              | Salvarani-Chiorda        | z.t.     |
| 5    | Barry Hoban        | Verenigd Koninkrijk | Mercier-BP-Hutchinson    | z.t.     |
| 6    | Willy Monty        | België              | Pelforth-Sauvage-Lejeune | z.t.     |
| 7    | Guido Reybrouck    | België              | Romeo-Smiths             | op 30"   |
| 8    | Herman Vanspringel | België              | Mann-Grundig             | z.t.     |
| 9    | Jan Janssen        | Nederland           | Pelforth-Sauvage-Lejeune | z.t.     |
| 10   | Gerben Karstens    | Nederland           | Televizier-Batavus       | z.t.     |

1913 · 
1914 · 
1915 · 
1916 · 
1917 · 
1918 · 
1919 · 
1920 · 
1921 · 
1922 · 
1923 · 
1924 · 
1925 · 
1926 · 
1927 · 
1928 · 
1929 · 
1930 · 
1931 · 
1932 · 
1933 · 
1934 · 
1935 · 
1936 · 
1937 · 
1938 · 
1939 · 
1940 · 
1941 · 
1942 · 
1943 · 
1944 · 
1945 · 
1946 · 
1947 · 
1948 · 
1949 · 
1950 · 
1951 · 
1952 · 
1953 · 
1954 · 
1955 · 
1956 · 
1957 · 
1958 · 
1959 · 
1960 · 
1961 · 
1962 · 
1963 · 
1964 · 
1965 · 
1966 · 
1967 · 
1968 · 
1969 · 
1970 · 
1971 · 
1972 · 
1973 · 
1974 · 
1975 · 
1976 · 
1977 · 
1978 · 
1979 · 
1980 · 
1981 · 
1982 · 
1983 · 
1984 · 
1985 · 
1986 · 
1987 · 
1988 · 
1989 · 
1990 · 
1991 · 
1992 · 
1993 · 
1994 · 
1995 · 
1996 · 
1997 · 
1998 · 
1999 · 
2000 · 
2001 · 
2002 · 
2003 · 
2004 · 
2005 · 
2006 · 
2007 · 
2008 · 
2009 · 
2010 · 
2011 · 
2012 · 
2013 · 
2014 · 
2015 · 
2016 · 
2017 · 
2018 · 
2019 · 
2020 · 
2021 · 
2022 · 
2023 · 
2024 · 
2025
Lijst van beklimmingen